# Anne Russell
Anne Russell es una deportista británica que compitió en natación sincronizada. Ganó dos medallas en el Campeonato Europeo de Natación, oro en 1974 y plata en 1977.

## Palmarés internacional
| Campeonato Europeo | Campeonato Europeo       | Campeonato Europeo | Campeonato Europeo |
| Año                | Lugar                    | Medalla            | Prueba             |
| ------------------ | ------------------------ | ------------------ | ------------------ |
| 1974               | Ámsterdam (Países Bajos) | Medalla de oro     | Equipo             |
| 1977               | Jönköping (Suecia)       | Medalla de plata   | Equipo             |